# دولت أبيض
دولت أبيض (29 يناير 1896 - 4 يناير 1978)، ممثلة مصرية.

## عن حياتها
ولدت في مدينة أسيوط جنوب مصر والدتها روسية الأصل، كان والدها يعمل مترجمًا في وزارة الحربية في السودان، درست في مدرسة الراهبات في الخرطوم، تزوجت من جورج أبيض في عام 1923 وحملت اسمه.
اكتشفها الفنان عزيز عيد عام 1917 وذلك في إحدى الحفلات، وعرض عليها التمثيل في فرقته، وكان أول دور تؤديه في مسرحية الكونتيسة خللي بالك من إميلي لجورج فيدو ثم مسرحية ليلة الدخلة وقامت بدور العروسة.
ونجحت في أول تجربة لها على المسرح ثم انتقلت إلى فرقة نجيب الريحاني، ثم انتقلت عام 1918 إلى فرقة زوجها.
وكان أول دور تمثله بفرقة زوجها جوكاستا بمسرحية أوديب الملك، ومنذ ذلك تخصصت في أدوار الملكات والشخصيات العظيمة، سافرت إلى سوريا مع فرقة أمين عطا الله عام 1920، ثم التحقت بفرقة منيرة المهدية.
في عام 1921 مثلت في «أوبريت شهرزاد» لفرقة سيد درويش ثم انتقلت إلى فرقة الريحاني، انضمت مع زوجها إلى فرقة يوسف وهبي في عام 1923.
وفي عام 1935 انضمت إلى الفرقة القومية المصرية عند إنشائها بمرتب 35 جنيهًا ثم قدمت استقالتها عام 1944 ومثلت أدوار البطولة في مسرحيات منها الملك لير وشمشون ودليلة. وقد انهت حياتها باعتناقها الإسلام و قامت بنسخ   ١٠٠ الف نسخة من القرآن مترجمة معانيه إلى اللغة الفرنسية وارسلتها إلى السفارة الفرنسية بباريس لتوزيعها. أحبت الدين الإسلامي و تفانت بخدمته و توفيت وهي صائمة بشهر رمضان.

## أعمالها

### من الأفلام
- زينب.
- أولاد الذوات.
- الوردة البيضاء.
- الدكتور.
- قلب المرأة.
- مصنع الزوجات.
- ابن البلد.
- خفايا الدنيا.
- دنيا.
- الريف الحزين.
- الموسيقار.
- دايما في قلبي.
- المنتقم.
- قلبي وسيفي.
- الأب.
- من القلب للقلب.
- ليلة القدر.
- المساكين.
- غلطة أب.
- ظلموني الحبايب.
- الشيخ حسن.
- الحب العظيم.
- المراهقات.
- غرام الأسياد.
- الحقيقة العارية.
- إمبراطورية ميم.

## روابط خارجية
- دولت أبيض على موقع IMDb (الإنجليزية)
- دولت أبيض على موقع الدهليز
- دولت أبيض على موقع قاعدة بيانات الأفلام العربية
- دولت أبيض على موقع قاعدة بيانات الفيلم (الإنجليزية)